# Габербир, Эрнст
Эрнст Габербир (нем. Ernst Haberbier; 23 сентября [5 октября] 1813, Кёнигсберг, Королевство Пруссия — 12 марта 1869, Берген, Норвегия) — немецкий композитор, пианист и музыкальный педагог.

## Биография
Родился 23 сентября (5 октября) 1813 года в городе Кёнигсберге, в семье местного тамошнего органиста и под руководством отца получил музыкальное образование.
В 1832 году Эрнст Габербир приехал в Российскую империю и прожил несколько лет в Санкт-Петербурге, где выступал в концертах, занимался педагогической деятельностью и получил звание придворного пианиста.
В 1850-х годах Эрнст Габербир много гастролировал по Европе, преимущественно в Германии, Норвегии и Париже. В 1852 году он вновь поселился в Российской империи, живя попеременно то в столице, то в Москве и иногда уезжая с концертными турами за границу (Копенгаген, Гамбург, Страсбург, Баден-Баден и другие).
В 1866 году он уехал в Берген, Норвегия, и прожил здесь несколько лет, давая уроки музыки. В конце XIX — начале XX века музыкальный критик Н. Ф. Соловьёв на страницах «Энциклопедического словаря Брокгауза и Ефрона» написал о нём: «Отличный педагог».
Эрнст Габербир скоропостижно скончался 12 марта 1869 года в городе Бергене, вскоре после случившегося с ним апоплексического удара, во время концерта.

## Музыкальная деятельность
Многие его произведения для фортепиано пользовались большим успехом и были изданы (около 61 opusа) за границей (y Cranz, Siegel, Schott и др.), а также в Петербурге, у М. Бернарда (в том числе популярный этюд La Cascade и Парафразы на две русские песни: «Душечка-девица» Даргомыжского и «Песнь ямщика» Бахметева). Наиболее популярны были его этюды (в особенности «Études-poésies» op. 53 и op. 59), в которых Габербир проводил новую манеру исполнения пассажей, основанную на попеременной передаче их обеими руками, однако это нельзя назвать его изобретением, так как такой прием применялся уже ранее старинной клавесинной школой Доменико Скарлатти.